# 佐藤在寛
佐藤 在寛（さとう ざいかん、1876年〈明治9年〉8月17日 - 1956年〈昭和31年〉10月9日）は、日本のろう教育者、社会教育者。北海道函館聾学校（北海道函館市）の前身である函館盲唖院の第3代院長。特殊教育の功労者、函館市教育界の元老として函館市民の尊敬を一身に集め、全道盲聾唖教育の父、北海道のペスタロッチとも呼ばれた。「在寛」の名は号で、本名は佐藤 政次郎（さとう まさじろう）。徳島県名西郡高川原村（2023年現在石井町）出身。

## 経歴

### 徳島での生活
徳島の酒造家に長男として誕生。名家の生まれのために経済的に恵まれた幼年期を過し、名西郡で唯一の高等小学校である名西高等小学校で漢籍などの学問を楽しんだ。しかし11歳のとき、一家の大黒柱であった祖父が死去。父も15歳のときに失踪し、家計が一気に苦しくなった。佐藤は祖父の「生涯学ぶ心を忘れるな」との遺言を守って勉学を望んだものの、家計を考慮して上級学校への進学を断念。官費で学べる徳島県尋常師範学校へ入学し、教員への道を目指した。
しかし当時の師範学校は、佐藤の予想と相反して、幕末の志士を気取った武士あがりの生徒が多かった。また教育も、国に貢献する教師を作ることが方針であり、「人と人との心の触れ合いを大切にし、そこから子供たちは多くを学ぶ」という祖父の教えを大切にしていた佐藤は、不満を募らせていた。後に佐藤はこの学校を「人間の向上心を圧抑して無理に小さな鋳型に入れんとした」、教師陣を「少しも親切心もなければ先輩らしきところもなく、地獄の赤鬼青鬼のやうな人ばかり」と厳しく批判している。
師範学校に不満を抱いた佐藤ではあったが、同校の友人たちによる佐藤の評判は良かった。非常にひょうきんで、巧みな風刺で人を笑わせることを得意とし、友情にも厚く、人を中傷するような陰険さは決してなかったという。
1897年（明治30年）に師範学校を卒業し、訓導として小学校の教壇に立った。しかし在職1年半で徳島を発ち、1899年（明治32年）にわずか3円を元手に上京した。これについて佐藤は後に「余は曾て小学校教師となったが町村長の干渉や郡視学の指図に不平を起してやめた」と語っているが、当時は実家が家屋と田畑一切を手放して借家住まいになるほど家計が切迫していたことから、乏しい給料で一家を養うことになった佐藤が、このままでは先行きのめどが立たないと考え、教育者としてより力をつけるべく上京を決意したと見る向きもある。

### 東京での生活
上京した佐藤は同1899年、東洋大学の前身である哲学館に入学した。日中の学業に加え、自身の生活費と学費、家族への仕送りのため、夜間は玄関番の仕事や、出版書肆・育成会での雑誌編集のアルバイトなどをこなし、睡眠時間を2、3時間に切り詰める日々を送った。極貧生活の苦学にも屈せず、東洋哲学、西洋哲学、宗教など勉学に励んだ。また雑誌編集の仕事では『倫理学書解説』、『心理学書解説』、『教育学書解説』各12篇の編集、『日本倫理彙編』10巻の編集に手伝いとして参加した。
1902年（明治35年）に哲学館を卒業後、雑誌編集の経験をいかし、教育雑誌『実験教授指針』（1906年に『実験教育指針』と改題）を発行した。東京帝国大学文科大学の当時の学長である井上哲次郎ら150名が賛助員として名を連ね、その内容は教授要綱、教授上の注意、現場の体験談、児童心理学、小児医学など多岐にわたった。特に「教育とは社会的事業であるべきにもかかわらず、今日の教育は個性や自由な発想を認めず、子供たちを器械のように教育するものであり、改正すべき」という佐藤の理論は、多くの支持を集めた。また、ろう教育にまだ関っていない当時、この雑誌の中ですでに障害者や聾唖児についての記事を頻繁に掲載していた。『実験教授指針』は第1号から3版4版の増刷という盛況で、最盛期には2万部の発行部数を誇った。

#### 新井奥邃との出逢い
佐藤は哲学館で東洋・西洋哲学を学ぶ内に、当時の哲学青年と同様の悩み苦しみに陥っていた。その苦難から脱しようと、当時の教育雑誌の主筆で編集仲間でもあった渡辺英一（後の日本女子大学校教授）と共に学者や宗教家を訪ね歩いた末、1903年（明治36年）に、キリスト教徒で教育者でもある新井奥邃と出逢った。キリスト教の博愛の教えを教育にいかす彼の志に感銘を受けた佐藤は、新井の門下に入り、彼を終生の師と仰いで教育者としての心構えを学んだ。新井を通じ、佐藤自身もキリスト教徒となった。
新井の門下において、佐藤は渡辺と共に二哲と称され、新井の原稿など重要な仕事も任されたことで、仲間からは書記官長とも呼ばれた。以来、佐藤は新井が死去する年まで、家族ぐるみで教えを受け続け、強い人格的感化を受けた。
佐藤がいかに新井に心酔していたかは、新井の死去後「葬儀後、会葬者たちの帰宅後も、佐藤は1人で墓に残り、ついには子供のように泣き出した」「その後も新井から貰った衣服を自宅床の間に置き、香を炊いて合掌を捧げることを常としていた」「77歳のとき、老いた上に病床の身でありながら上京し、新井の墓を墓参した」とのエピソードにも表れている。

#### 女学校の開校

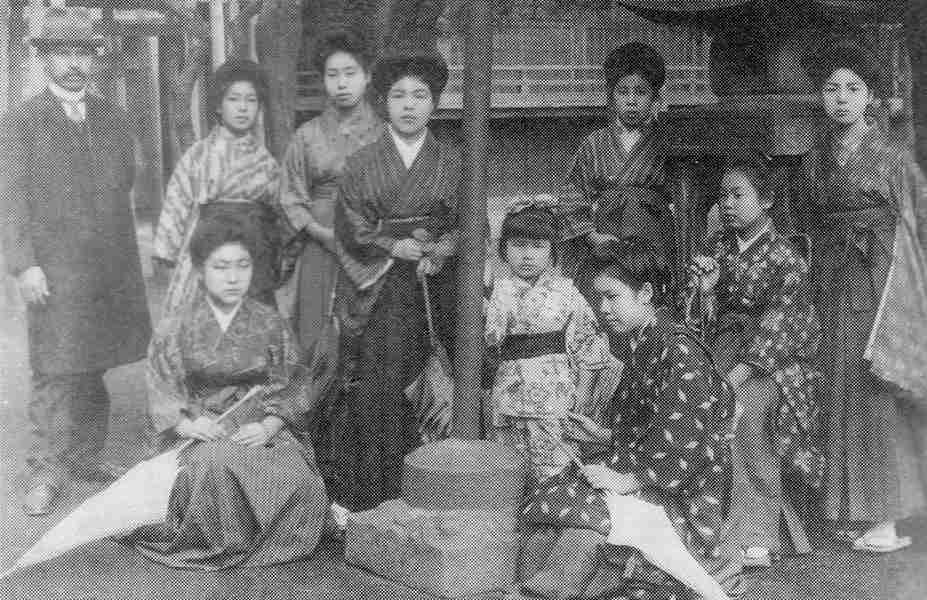
上野女学校時代。左端が佐藤。中央の女児は佐藤の次女。

『実験教授指針』で活躍する佐藤に、ある資産家が目をかけ、佐藤の理想とする学校の設立資金の提供を持ちかけた。まだ女子教育への関心の薄かった1904年（明治37年）、佐藤は友人らと共に、上野に小規模ながら5年制女学校・私立上野女学校（別名は鶯渓女学校、後の上野高等女学校→上野学園大学）を設立。翌1905年（明治38年）に開校し、下町の約50名の子女を相手に教育にあたった。
上野女学校では、佐藤は当時の賢妻良母主義に反対し、女性の自由と自立を尊重した。生徒と共に校内新聞を発行、さらに観察科という科目を設け、地域の文化財、動物園、図書館、美術館見学などの課外授業で完成を高めるという、ユニークな取り組みもあった。この頃、私生活では妻を迎え、子供にも恵まれ、公私ともに充実の日々を送っていた。
しかし、この学校の増築にあたり、融資をしていた銀行が「女子は夫に仕えるための花嫁修業だけすれば良く、自由で革新的な校風は不要」と教育内容に干渉してきた。1人1人の個性を大切にしたいとする佐藤は断固として反対したものの、銀行側の意向は変わらなかった。これが原因となり、創立から10年後の1915年（大正4年）、佐藤は志を同じくする多くの教師たちと共に、惜しまれつつ学校を去った。
なお人気を誇った教育雑誌『実験教授指針』も、後には部数が700から800部に減少し、1910年（明治43年）に廃刊した。この雑誌衰退の理由は、佐藤が次第に学校経営に集中するようになり、雑誌への力を欠いたといわれるが、社会主義支持者の社説や『平民新聞』を支持する論文を掲載するなど、反権力の姿勢も垣間見えていたことから、当局の弾圧を受けたとの説もある。

### 北海道での生活
教師として理想を掲げても、古来からの日本の慣習に阻まれると考えた佐藤は、新天地を求め、恩師の新井のゆかりの地である北海道の函館へわたることを決意した。それにあたって佐藤は新井のもとを訪ね、女子教育に身を捧げた「佐藤政次郎」は退職とともに消えたとし、新たな名前を求めた。そんな佐藤に新井は「どのような職務でも決して怠ることなく、功を急がず、寛裕をもって臨み、静かに事の成るのを待つ『寛に在れ』」との意味で「在寛（ざいかん）」の号を与え、以来佐藤は終生、「佐藤在寛」を名乗った。
1916年（大正5年）、佐藤は妻子と共に北海道へわたった。函館で佐藤は生活のため、函館商船学校（後の北海道函館水産高等学校）の教員となるが、校内で流行していた鉄拳制裁に反抗したことで衝突を起こし、退職。1919年12月、函館商業学校（後の北海道函館商業高等学校）の嘱託教員として1935年（昭和10年）まで教壇に立ち、国語や漢文を教えた。また校務のみならず、生徒を自宅に呼ぶなどして親身にかかわっていた。
一方では紀元節に催された函館の教員たちによる講演会で、佐藤の講演が好評を得たことが契機となり、佐藤は1917年（大正6年）に函館毎日新聞に入社し、記者として「彦左衛門」または「彦左」のペンネームを名乗って教育時評を執筆した。東京での『実験教授指針』で手腕を振るった佐藤の教育論文は、函館でも高い評価を得、函館の教育界における一服の清涼剤ともいえる存在であった。
当時、新聞の教育時評は社会教育における唯一の読本であったため、佐藤の記事は教育の現状を知る上で大きな指標となり、佐藤の名は徐々に広まって行った。教育以外にも、1920年代の「癩病撲滅運動」に際しては、同紙と函館新聞の両紙で「帝国の面目にかかわる大問題」と訴え、函館市民に寄附を呼びかけた。

#### ろう教育の道へ

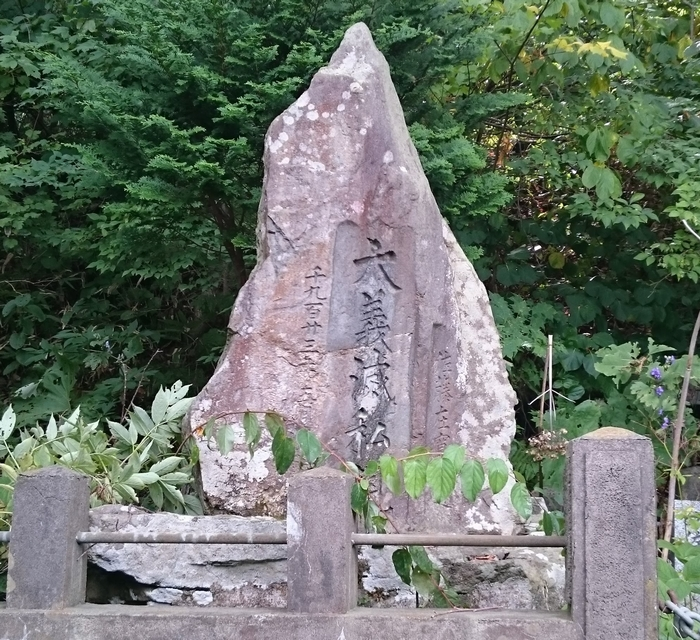
立待岬 谷地頭共同墓地「大義滅私親」の石碑

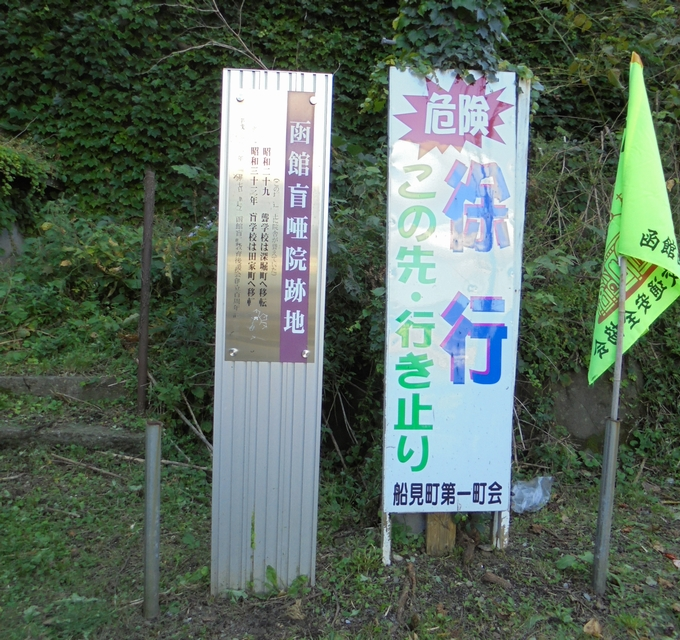
函館市元町、函館盲唖院跡地。昭和中期に函館盲学校、聾学校として別々の場所に移転したため、跡地を示す看板のみがあり、盲唖院の建物は現存しない。

そんな折、佐藤は後の函館市長である函館教育会長・齋藤與一郎から、函館盲唖院の再建を依頼された。特殊教育がまだ義務化されていない当時、同院の運営は地元有志たちの寄付で賄われていたために経営難に陥り、大正時代後期には廃校寸前に陥っていたのである。加えて火災の多い函館の地で、校舎は2度の函館大火と暴風、および老朽化に晒され、生徒たちも後に佐藤が「三十人計りの盲唖児がションボリと寂しく集まって居る」と語っているような状況であった。初代院長の篠崎清次は36歳で死去、その跡を継いだ伊東松太郎も病気療養を強いられていた。そうした窮状の中、齋藤が院の再建を函館図書館長の岡田健蔵に相談し、岡田が適任者として、函館毎日新聞で教育論を論じていた佐藤を優れた教育者として推薦したのだった。生徒たちからは一切授業料をとらない方針のため無給という悪条件であったが、1922年（大正11年）5月1日、佐藤は院長に就任した。
折しも1922年は、佐藤は妻と娘2人と死別し、17歳から1歳まで計7人の子供を抱えた身となり、院長就任後には恩師の新井奥邃も死去し、人生最大の試練といっていい時期であった。逆境の身にもかかわらず、この話を快諾したのは、教育に金銭的価値があってはいけない、無報酬の教育こそ自分の望んだ校風だとの考えであった。その意気込みを新たにするべく、立待岬の谷地頭共同墓地に「己を捨てて社会に尽くすことは人の行うべき道であり、私利私欲の感情を持ってはいけない」との意味で「大義滅私親（たいぎししんをめっす）」と刻んだ石碑を建立した。翌1923年（大正12年）には一家を離散し、年少の子供5人を親戚や知人に預け、年長の子供2人とともに盲唖院の寄宿舎に移り住んで仕事にあたった。
函館盲唖院の院長に就任した佐藤は、老朽化の激しい築30年の校舎の改築にとりかかった。函館新聞の紙上でその現状を訴えて寄付金を募り、後援会員の数を4倍にまで拡大した。さらに北海道内の小・中学校へ80万の慈善袋を送り、生徒たちと共に市内の家々を戸別訪問したりと、募金活動に取り組んだ。愛国婦人会のバザーや慈善音楽会などの活動も行われた。雄弁家でもあった佐藤の訴えは、救済教育の必要性について多くの市民に感銘を与えた。この活動の最中、前述のとおり同院院長としては無給であり、生活費は商業学校の嘱託教員としての給料で賄われていた。1925年（大正14年）には虫垂炎の病苦もあった。この厳しい状況の中、佐藤の子供たち7人のうち5人が盲唖院の教員となり、父を公私共に支えた。やがて寄付金は平成期でいうところの7千万円にまで達し、同1925年、ついに新校舎が完成した。その後も佐藤の手腕により、安定した経営を保つことができた。
3年後の1928年（昭和3年）には、日本聾唖教育総会が盲唖院で開催された。この会が私立盲唖院で開催されるのは初めてのことであり、市や地元の協力を仰ぎながら盲唖院の再建を成し遂げた佐藤の手腕は、社会事業家として日本全国的に見ても高く評価され、函館盲唖院は東京以北での有数の盲唖院となった。
1924年（大正13年）には日本聾唖協会の評議員に任命され、1935年（昭和10年）まで勤め上げた。財政緊縮の影響により盲唖教育補助費が大幅な減額を強いられた際には、他の委員たちと協力し、補助費の回復という結果をもたらした。また、日本聾唖協会の北海道支部の結成にも力を尽くした。
また勉強以外の教育理念として、校内には用務員を置かず、教師たちが率先して清掃活動にあたることで、子供たちも一緒に校内外の清掃活動に参加するようになった。老人ホームの訪問で奉仕の心を養ったり、地元の商店や工場に協力を求めることで、子供たちに和裁、洋裁、洗濯、靴製造などを教授するといった活動も展開した。

#### 口話法との対立
この当時、日本のろう教育は大きな転機を迎えていた。それまでの手話法に代る新たな教育法として口話法（言葉を声に出して発音する方法）が普及し始め、手話を一切認めないという運動にまで発展していた。1936年（昭和11年）発行の雑誌『聾唖教育』には、梓渓生なる人物の著で「手話は聾唖者同士の会話手段であり、健常者と会話することができない。かといって、健常者が手話を学習し、多数者が少数者の犠牲になる必要はない。手話は口話最大の敵である」「多数の教育のために少数の犠牲はやむを得ない」と論じられ、全国の聾唖学校が手話学級を廃止し、手話を使う子供は全体の1割以下にまで減っていた。しかし、それまで手話を使っていた子供たちにとって口話は大変な苦痛であり、補聴器も無い当時、聾唖者にとって正しい発音の困難さは想像を絶するものがあった。
これに対して佐藤は、『聾唖教育』の翌々号で、『理想と実際』と題した9000字以上の長文に及ぶ教育論文を発表し、口話法に真っ向から対立した。論文内で佐藤は「口話教育で効果を上げる生徒は全体の2、3割に過ぎず、聾唖者にとって手話は必要不可欠なものである」「口話を中心とした聾唖教育では国語科が中心であり、単純会話にほとんどの労力が費やされるため、道徳、地理、歴史、理科、算術などを学ぶ暇がなくなるが、手話を用いれば簡単に良い教育が可能となる」という持論を展開した。そして以下のように結び、少数者を多数者の犠牲にすることへの疑問と、愛情を込めた教育でハンディをもつ児童へ勇気と自信を与えるべきとの主張を訴えた。
この実践として、函館盲唖院では手話と口話を、それぞれ生徒の特性に合わせる教育が実施された。その結果、ほかの学校では3年生になってから1年生の学習内容が理解されるところを、盲唖院では普通校と同じ学年対応で授業を行うことができた。また勉強以外にも、盲唖院の学芸会では、能力に合せたプログラムを組んで手話と口話を使い分けることで、子供たちは人前で生き生きと音楽や劇を披露することができた。口話能力で生徒の能力を評価しない盲唖院の教育は、地域の人々にも好意的に受け止められて感銘を与え、『函館新聞』でも生徒たちが学芸会で喝采を浴びたことが報じられた。
生徒1人1人が豊かな人生を歩むことのできる教育こそ、佐藤の目的であり、佐藤はろう学校のことを「単なる勉強の場ではなく、家庭であり、街」「親兄弟とも会話のできない子供たちにとって、人の輪ができ、会話が弾む、人生を表現する愛情のつまった家」と表現した。この主張には保護者、地域住民、教育界までもが感化を受け、盲唖院の教育に地域が一丸となって協力するまでになった。
同様に口話法に強く反対した教育者に大阪市立聾唖学校（後の大阪府立中央聴覚支援学校）校長の高橋潔がおり、佐藤は高橋と深い交流を持った。前述の日本聾唖教育総会開催以来、函館盲唖院の沿革には大阪市立聾唖学校との交流を示す記事が登場しており、また大阪市立聾唖学校の学校史にも、函館大火に遭った盲唖院に見舞金を贈ったことなどが記されている。また高橋の長女は、父がいつも手話について佐藤と話し合っていたと語っており、佐藤と高橋は強い絆で結びついていたと見られている。前述の佐藤の論文も、大阪市立聾唖学校では会報に転載され、広く読まれることになった。
ただし佐藤自身が聾唖児を教えたことや、手話擁護派にもかかわらず佐藤自身が手話を直接用いて聾唖児の教育にあたったことは確認されていない。佐藤の次女も、父が手話をあまり使わなかったと証言している。函館盲唖院は無給のために、生活費を得るための函館商業学校での仕事が週4日を占めており、ほかにも講演や新聞社での仕事の依頼もあったため、これが盲唖院での直接的指導を困難にさせた一因と見られている。
戦後の1947年（昭和22年）より、敗戦による経済界の混乱、物資不足、物価高騰にともない佐藤は次第に健康を害した。同年、函館盲唖院も経営難から市立に移管されて函館市立盲唖学校となり、翌1948年（昭和23年）には道立に移管、さらに盲学校と聾学校に分かれ、北海道立函館盲学校、北海道立函館聾学校として発足した。佐藤は病気の身ながら、両校の校長として発令された。その後も頑として手話法を擁護し続け、純口話法を認めることはなかった。

#### 地域の精神文化向上
ろう教育の一方で、佐藤は社会教育者として、いくつもの研修団体を主宰し、地域の青少年教育にも力を入れた。1925年末頃より、佐藤のもとに出入りしていた青年男女が集まり、盲唖院を会場として、毎週土曜に古典や聖書などを学習する「土曜会」が開催された。1927年（昭和2年）には毎月第2木曜に青年教師が集う「木曜会」、1928年には毎年夏に1週間行われる「夏季論語会」が発足し、1932年（昭和7年）にはこれらの参加者たちの要望に応えて「尚友会」が発足した。
また、「希望社学徒連盟」や、その後身「緑生会」の学生たちも佐藤を慕い、佐藤は彼らの相談や指導にもあたった。佐藤のもとに集った者たちの中で、思想的な影響を受けた者は数百名に上った。佐藤のもとで働くことを望み、盲唖院の教員となった者も多い。ただし、佐藤に憧れて盲唖院に就職したものの、聾唖児との意思疎通の困難さや盲唖院の窮乏から、短期間で盲唖院を退職した者も少なくなかった。
やがて日中戦争が勃発し、戦争が激化すると、佐藤は青年たちを集めて人生講座を開き、「戦争では何も解決しません。戦争のない社会にしなければなりません」と説き、皆からは慈父のように慕われた。講演においても北海道内の人々に親しまれ、晩年の病床にあっても、死の直前まで後進の指導を続けていた。

### 晩年

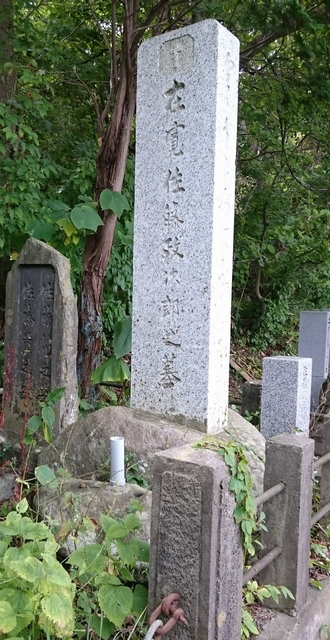
立待岬 谷地頭共同墓地 佐藤在寛の墓碑

1949年（昭和24年）4月、訓盲院初代院長・篠崎清次の息子である篠崎平和が函館聾学校の校長に就き、盲・聾の両校の校長であった佐藤は、盲学校の専任となった。翌1950年（昭和25年）、盲学校校長を退職し、その後も教諭として後進の指導にあたった。同年に住みなれた校内の寄宿舎を出、函館市湯川町に移り住んだ。
1951年（昭和26年）から翌1952年（昭和27年）にかけては、北海道新聞でコラムを連載した。実質より形式を重んじる当時の宗教、教育界を皮肉たっぷりに批判した文章や、古今東西の知識を織り交ぜた教育・人生論など、鋭い感覚とユーモアに満ちた多彩な内容であり、函館の郷土史家である神山茂との教育論争、実名入りの函館人物評、椴法華村の旅行記など、地元に関する興味深い記述も多かった。
同1951年に函館市文化賞（人文科学部門）を受賞。1953年（昭和28年）に北海道文化賞（教育部門）、1955年（昭和30年）に北海道新聞文化賞（社会文化部門）を受賞した。
1956年（昭和31年）、「ただ御心のまま」の一言だけを遺し、胆石症により死去。没年齢80歳。その遺骨は前述した立待岬の「大義私親を滅す」の石碑の下に埋葬された。晩年に親交のあった歌人の宮崎郁雨は「小説の『坊っちゃん』のモデル漱石にあらずば蓋し若き在寛」「百人の弟子に歎かれ千人の友に惜しまれ天に召されし」など40首の短歌を詠み、佐藤の死を惜しんだ。1960年（昭和35年）、門弟や関係者らの寄付により墓碑が建立され、墓碑名は齋藤與一郎が手掛けた。
なお死去に前後して、市立函館図書館（現在の函館市中央図書館）は教育雑誌『実験教授指針』を含む著作と師・新井奥邃に関する旧蔵資料の寄贈を受け、これらを「在寛文庫」の名で郷土資料に加えている。

## 評価
函館市文化賞の受賞について、齋藤與一郎は「今さらいうまでもないその人柄」と題し、佐藤を以下のように高く評価している。
北海道国際交流センターの代表理事である大総一郎は、佐藤を以下のように高く評価している。
東京滞在時に出版した教育雑誌『実験教授指針』について、教育史家の石戸谷哲夫は自著で「教育界の開眼先駆者たち」と題し、「平民社に呼応して、教員の社会的開眼に働いたのは、官学の教育学者たちではなく、『実験教授指針』主筆任天佐藤政次郎と、『教育実験界』主筆隈川渡辺英一とであった」と述べている（『任天』は当時の佐藤の号）。
上野女学校の退職にあたっては、卒業生たちが総会を開き、同窓会は母校との絶縁を宣言した。また、多くの教え子たちが佐藤の退職に抗議し、温旧会を発足させ、佐藤を師と仰ぎ、その後も長きにわたって佐藤の教えを受け続けていた。佐藤の晩年には彼女らの子供が函館盲唖院に寄宿し、佐藤と生活を共にしたケースもある。これらのことから佐藤の影響力、教え子たちに慕われる佐藤の人間性の魅力を評価する声もある。
佐藤のもとで主宰された研修団体について、函館盲唖院の生徒であった日本点字図書館創立者の本間一夫は「町の真面目な青年たちが先生を慕って集まり（中略）私も函館の七年間特別に、薫陶を受け、大きな影響を受けた忘れられない大恩人です」と語っている。実際の参加者の内、茨城大学・明治大学の教授である桐田尚作は、木曜会のことを「行ってみたらとてもやさしいので安心した。（中略）その後むしゃくしゃしたときに、先生のお宅でお会いするとスーッと気持がさわやかになるので、知らず知らず足が向くようになりました」、函館文化会会長である棟方忠は土曜会を「先生は滅多に結論めいたことは言われなかったが、聖書や論語などを引用し、或いは巧みな比喩で、その行くべき道を示唆してくれた。しまいには先生の傍にいるだけで、胸のもやもやが拭い去られるような感じさえした」と語っている。
重複障害者として知られるアメリカの教育家のヘレン・ケラーは、1937年（昭和12年）に訪日して函館盲唖院を訪問した際、佐藤を「単なる教育家でなく、人生におけるノーマルな幸をつくる人格者」と称えた。なお戦後の1948年（昭和23年）、ケラーは2度目の訪日において佐藤に面会を求めたが、佐藤は戦争の責任の痛感から会見せずに終わった。
1999年（平成11年）に佐藤の肖像画が函館盲学校に寄贈され、学校設立者であるシャーロット・ドレーパーの肖像画と共に飾られた。この寄贈にあたって、当時の校長である鈴木重男は「佐藤先生がいなければ、今この学校はなかったかもしれない」と語った。
佐藤の手話擁護については、口話を推進していた戦前にあっては後進的なものとして捉えられていたらしく、評価は低かった。『聾唖教育』において佐藤が執筆した論文も、口話主義者たちからは黙殺に近い扱いを受けていた。函館聾学校も、佐藤が校長を退いた翌日からは口話教育が実施されている。しかし戦後、佐藤の教え子で盲唖院教員となった鈴木忠光の二男・鈴木重忠（金沢大学医学博士）は、「金沢方式」と呼ばれる聴覚障害児への言語指導を実践し、手話を効果的に用いている。このほかに東京、奈良、三重などのろう学校でも幼稚部から手話が導入され、効果を上げている。このことから、佐藤らの手話擁護の主張は平成期において確実に広がり始めていると見る向きもある。